# Stazione di Nodashi
La stazione di Nodashi (野田市駅?, Nodashi-eki) è la principale stazione ferroviaria della città giapponese di Noda della prefettura di Chiba  ed è servita dalla linea Tōbu Noda (Tōbu Urban Park Line) delle Ferrovie Tōbu.

## Linee
Ferrovie Tōbu
● Linea Tōbu Noda

## Struttura
La stazione è realizzata in superficie, con un marciapiede laterale e uno a isola, con tre binari passanti. Il fabbricato viaggiatori è collegato ad essi da un sottopassaggio. Dei tre binari il numero uno non è normalmente utilizzato nel servizio passeggeri.
| 2 | ● Linea Tōbu Noda | per Kasukabe, Iwatsuki e Ōmiya                                          |
| 3 | ● Linea Tōbu Noda | per Nagareyama-ōtakanomori, Kashiwa, Mutsumi, Shin-Kamagaya e Funabashi |

## Stazioni adiacenti
| «          | Servizio   | »          |
| Linea Noda | Linea Noda | Linea Noda |
| ---------- | ---------- | ---------- |
| Atago      | Locale     | Umesato    |